# Typhochrestus bifurcatus
Typhochrestus bifurcatus es una especie de araña araneomorfa del género Typhochrestus, familia Linyphiidae. Fue descrita científicamente por Simon en 1884.
Se distribuye por España y Argelia. El prosoma del macho mide aproximadamente 0,6 milímetros de longitud y el de la hembra 0,7 milímetros.